# HD88137
HD88137 — хімічно пекулярна зоря спектрального класу
A0 й має видиму зоряну величину в смузі V приблизно  9,8.